# Festival international du film de San Diego

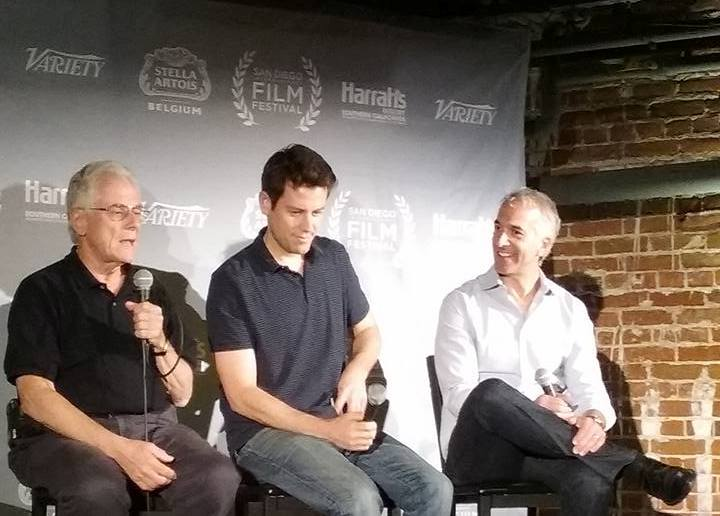
Jeffrey Lyons, Ben Lyons et Scott Mantz au Festival international du film de San Diego en 2016

Le Festival international du film de San Diego (en anglais : San Diego International Film Festival) est un festival de cinéma indépendant qui se déroule chaque année à San Diego, en Californie, produit par la San Diego Film Foundation, une organisation à but non lucratif.